# Heteropalpia vetusta
Heteropalpia vetusta är en fjärilsart som beskrevs av Walker 1865. Heteropalpia vetusta ingår i släktet Heteropalpia och familjen nattflyn. Inga underarter finns listade i Catalogue of Life.